# Афонин, Николай Николаевич
Николай Николаевич Афонин (4 октября 1936 — 26 декабря 2008, Москва, Россия) — ректор театрального училища имени Щепкина (1995—2007), Заслуженный деятель искусств Российской Федерации (1997), заслуженный артист РСФСР (1982), профессор.

## Биография
Ученик В. Н. Пашенной, И. В. Ильинского, В. И. Цыганкова.
После окончания училища в 1961 году был приглашён Ю. А. Завадским в Театр имени Моссовета.
Н. Н. Афонин прослужил на этой сцене четверть века.
Также, являясь ведущим актёром Театра имени Моссовета, он с 1968 года совмещал творческую работу с педагогической деятельностью в Театральном Училище имени Щепкина.
Похоронен 30 декабря 2008 года на Аксиньинском кладбище (Московская область, Одинцовский район).

## Дипломные спектакли
Николай Николаевич Афонин выпустил (или принимал участие) в постановке дипломных спектаклей:
- «Шторм» В. Билль-Белоцерковского
- «Аристократы» Н. Погодина
- «Нашествие» Л. Леонова
- «Инцидент» Н. Баэра
- «Дети Ванюшина» С. А. Найденова
- «Время и семья Конвей» Д. Пристли
- «Доктор философии» Б. Нушича
- «Моё загляденье» А. Арбузова
- «Живут Пряслины» Ф. Абрамова
- «Лекарь поневоле» Ж. -Б. Мольера
- «Прошлым летом в Чулимске» А. Вампилова
- «Как часто в кругу друзей» И. Лангелана
- «Карл и Анна» Л. Франка
- «Войцек» Г. Бюхнера
- «Рождество в доме сеньора Купьелло» Э. де Филиппо
- «Зойкина квартира» М. Булгакова
- «Стакан воды» Э. Скриба
- «Своя семья, или Замужняя невеста» А. Грибоедова, А. Шаховского
- «Три сестры» А. П. Чехова
- «В чужом пиру похмелье» А. Н. Островского
- «Беспорядок» по роману «Подросток» Ф. М. Достоевского
- «Романтики» Э. Ростана (в 1998 г. спектакль был с успехом показан в Париже)
- «Не было ни гроша да вдруг алтын»* А. Н. Островского — спектакль вошёл в репертуар ДЮТЦ «Ведогонь» г. Зеленограда
- «О любви»* по рассказам А. П. Чехова — спектакль вошёл в репертуар ДЮТЦ «Ведогонь» г. Зеленограда
- «Ложь на длинных ногах»* Э. де Филиппо — спектакль вошёл в репертуар ДЮТЦ «Ведогонь» г. Зеленограда
- «Целуй меня, Кэт» (мюзикл) К. Портера
- «Волки и овцы» А. Н. Островского
- «Доходное место» А. Н. Островского
- «Все мои сыновья» А. Миллера
- «Женитьба Белугина» А. Н. Островского, Н. Я. Соловьева
- «Парад-алле, бездельники!» Р. Тома
- «Дом Бернарды Альбы» Ф. Г. Лорка
- «Картошка ко всем блюдам» А. Уэскера
- «Внимание, полтергейст!» В. Н. Афонина
- «Репетируем Шекспира» В. Н. Афонина (в 2006 г. спектакль с успехом прошёл в Болгарии)
- «Уехавший остался дома» Л. де Вега
- «Годы странствий» А. Арбузова

### Известные ученики
- Анатолий Белый,
- Пётр Красилов,
- Денис Шведов,
- Екатерина Климова,
- Владислав Маленко,
- Татьяна Арнтгольц,
- Ольга Арнтгольц,
- Александр Лойе,
- Полина Максимова,
- Артём Ткаченко,
- Наталья Воеводина,
- Глеб Матвейчук.

### Награды
- Ордена:
  - Орден Почёта (2002)[3].
- Почётные звания:
  - «Заслуженный артист РСФСР» (1982),
  - «Заслуженный деятель искусств Российской Федерации» (1997),
  - Заслуженный деятель искусств Республики Саха (Якутия) (2002),
  - Заслуженный деятель искусств Чувашской Республики (2002),
  - «Заслуженный деятель искусств Республики Башкортостан» (20 апреля 2007 года) — за большие заслуги в воспитании и подготовке творческих кадров[4].
  - Заслуженный работник культуры Республики Северная Осетия-Алания (2005).
- Почётные грамоты:
  - Республики Таджикистан (1991),
  - Государственного Совета Удмуртской Республики (1997).
- Почётный знак «Крест Святого Михаила Тверского» (2004).

## Личная жизнь
Внучка — Остальская Анна Дмитриевна